# شوكران
الشَّوكران    المعروف باسم شوكران المياه أو شوكران مُنتين، هو جنس صغير من أربعة أنواع من النباتات السامة للغاية في الفصيلة الخيمية. هي نباتات عشبية معمرة تنمو حتى 2.5 متر (8.2 قدم)، لها زهور خضراء أو بيضاء مميزة مرتبة في شكل مظلة (خيمي - Umbel). قد يشار إلي النباتات في هذا الجنس أيضا باسم خراب البقرة أو سم الجزر الأبيض. ينتمي الشوكران إلى المناطق المعتدلة في نصف الكرة الشمالي، خاصة أمريكا الشمالية وأوروبا، وهي تنمو عادة في المروج الرطبة، على طول ضفاف الأنهار وغيرها من المناطق الرطبة والمستنقعية. هذه النباتات تشبه إلى حد كبير أعضاء آخرين في الفصيلة الخيمية ويمكن الخلط مع عدد آخر من النباتات الصالحة للأكل والسامة. قد يكون الخلط بين الاسم الشائع أيضا مع الشوكران السام (الشوكران الأبقع).
يعتبر الشوكران المائي أحد أكثر النباتات سمية في أمريكا الشمالية، وهو سام للغاية للبشر. ثلاثة أعضاء من هذا الجنس يحتوي على السم المسمى سم الشوكران (Cicutoxin) الذي يسبب تهيج في الجهاز العصبي المركزي بما في ذلك النوبات التالية. قد يشمل العلاج الطبي للتسمم استخدام الكربون النشط لتقليل الامتصاص الهضمي (Gastrointestinal tract) للمبدأ السمي إلى جانب الرعاية الداعمة بما في ذلك الأدوية المضادة للاختلاج مثل البنزوديازيبين. غالبًا  الجرعات العالية من الأدوية المضادة للاختلاج تتطلب من المريض وقف نشاطه والمزيد من الرعاية الطبية بما في ذلك التنبيب والتهوية الميكانيكية.